# Aziz Behich
Aziz Eraltay Behich (Melbourne, 16 december 1990) is een Australisch voetballer die doorgaans als verdediger speelt. Behich debuteerde in 2012 in het Australisch voetbalelftal.

## Clubstatistieken
| Seizoen                                   | Club              | Competitie                | Competitie | Competitie | Beker | Beker | Internationaal | Internationaal | Totaal | Totaal |
| Seizoen                                   | Club              | Competitie                | Wed.       | Dlp.       | Wed.  | Dlp.  | Wed.           | Dlp.           | Wed.   | Dlp.   |
| ----------------------------------------- | ----------------- | ------------------------- | ---------- | ---------- | ----- | ----- | -------------- | -------------- | ------ | ------ |
| 2009/10                                   | Melbourne Victory | A-League                  | 5          | 0          | 0     | 0     | 0              | 0              | 5      | 0      |
| 2010/11                                   | Melbourne City    | A-League                  | 27         | 0          | 0     | 0     | 0              | 0              | 27     | 0      |
| 2011/12                                   | Melbourne City    | A-League                  | 24         | 1          | 0     | 0     | 0              | 0              | 24     | 1      |
| 2012/13                                   | Melbourne City    | A-League                  | 14         | 0          | 0     | 0     | 0              | 0              | 14     | 0      |
| 2012/13                                   | Bursaspor         | Süper Lig                 | 1          | 0          | 1     | 0     | 0              | 0              | 2      | 0      |
| 2013/14                                   | Bursaspor         | Süper Lig                 | 0          | 0          | 0     | 0     | 0              | 0              | 0      | 0      |
| 2013/14                                   | → Melbourne City  | A-League                  | 24         | 1          | 0     | 0     | 0              | 0              | 24     | 1      |
| 2014/15                                   | Bursaspor         | Süper Lig                 | 29         | 0          | 8     | 0     | 2              | 0              | 39     | 0      |
| 2015/16                                   | Bursaspor         | Süper Lig                 | 26         | 1          | 5     | 0     | 0              | 0              | 31     | 1      |
| 2016/17                                   | Bursaspor         | Süper Lig                 | 32         | 0          | 2     | 0     | 0              | 0              | 34     | 0      |
| 2017/18                                   | Bursaspor         | Süper Lig                 | 31         | 5          | 3     | 0     | 0              | 0              | 34     | 5      |
| 2018/19                                   | Bursaspor         | Süper Lig                 | 3          | 0          | 1     | 0     | 0              | 0              | 4      | 0      |
| 2018/19                                   | PSV               | Eredivisie                | 4          | 0          | 2     | 0     | 0              | 0              | 6      | 0      |
| 2019/20                                   | Başakşehir        | Süper Lig                 | 5          | 0          | 4     | 0     | 2              | 0              | 11     | 0      |
| 2020/21                                   | → Kayserispor     | Süper Lig                 | 34         | 0          | 2     | 0     | 0              | 0              | 36     | 0      |
| 2021/22                                   | Giresunspor       | Süper Lig                 | 34         | 0          | 0     | 0     | 0              | 0              | 34     | 0      |
| 2022/23                                   | Dundee United     | Scottish Premier League   | 31         | 3          | 4     | 1     | 1              | 0              | 36     | 4      |
| 2023/24                                   | Melbourne City    | A-League                  | 10         | 0          | 3     | 0     | 7              | 1              | 20     | 1      |
| 2023/24                                   | → Al-Nassr        | Saudi Professional League | 0          | 0          | 0     | 0     | 9              | 1              | 9      | 1      |
| 2024/25                                   | Melbourne City    | A-League                  | 27         | 2          | 0     | 0     | 0              | 0              | 27     | 2      |
| Carrière totaal                           | Carrière totaal   | Carrière totaal           | 361        | 13         | 35    | 1     | 21             | 2              | 417    | 16     |
| Bijgewerkt tot en met het seizoen 2024/25 |                   |                           |            |            |       |       |                |                |        |        |

## Interlandcarrière
Behich is van Turks-Cypriotische origine, maar werd geboren in Australië. Hij kon daarom uitkomen voor Turkije, Cyprus en Australië en koos het laatste. Op 14 november 2012 debuteerde Behich voor Australië in een vriendschappelijke wedstrijd tegen Zuid-Korea (2–1). Hij nam in juni 2017 met Australië deel aan de FIFA Confederations Cup in Rusland, waar in de groepsfase eenmaal werd verloren en tweemaal werd gelijkgespeeld. Een jaar later zat Behich ook in de Australische selectie voor het WK in Rusland.
| Interlands van Aziz Behich voor Australië | Interlands van Aziz Behich voor Australië | Interlands van Aziz Behich voor Australië | Interlands van Aziz Behich voor Australië | Interlands van Aziz Behich voor Australië | Interlands van Aziz Behich voor Australië |
| №                                         | Datum                                     | Wedstrijd                                 | Uitslag                                   | Soort wedstrijd                           | Doelpunten                                |
| Als speler bij Melbourne City FC          | Als speler bij Melbourne City FC          | Als speler bij Melbourne City FC          | Als speler bij Melbourne City FC          | Als speler bij Melbourne City FC          | Als speler bij Melbourne City FC          |
| ----------------------------------------- | ----------------------------------------- | ----------------------------------------- | ----------------------------------------- | ----------------------------------------- | ----------------------------------------- |
| 1.                                        | 14 november 2012                          | Zuid-Korea – Australië                    | 1 – 2                                     | Vriendschappelijk                         | 0                                         |
| 2.                                        | 3 december 2012                           | Hongkong – Australië                      | 0 – 1                                     | Vriendschappelijk                         | 0                                         |
| 3.                                        | 5 december 2012                           | Noord-Korea – Australië                   | 1 – 1                                     | Vriendschappelijk                         | 0                                         |
| 4.                                        | 7 december 2012                           | Guam – Australië                          | 0 – 9                                     | Vriendschappelijk                         | 0                                         |
| 5.                                        | 9 december 2012                           | Australië – Chinees Taipei                | 8 – 0                                     | Vriendschappelijk                         | 2                                         |
| Als speler bij Bursaspor                  |                                           |                                           |                                           |                                           |                                           |
| 6.                                        | 10 oktober 2014                           | Verenigde Arabische Emiraten – Australië  | 0 – 0                                     | Vriendschappelijk                         | 0                                         |
| 7.                                        | 14 oktober 2014                           | Qatar – Australië                         | 1 – 0                                     | Vriendschappelijk                         | 0                                         |
| 8.                                        | 18 november 2014                          | Japan – Australië                         | 2 – 1                                     | Vriendschappelijk                         | 0                                         |
| 9.                                        | 9 januari 2015                            | Australië – Koeweit                       | 4 – 1                                     | Aziatisch kampioenschap                   | 0                                         |
| 10.                                       | 17 januari 2015                           | Australië – Zuid-Korea                    | 0 – 1                                     | Aziatisch kampioenschap                   | 0                                         |
| 11.                                       | 30 maart 2015                             | Macedonië – Australië                     | 0 – 0                                     | Vriendschappelijk                         | 0                                         |
| 12.                                       | 16 juni 2015                              | Kirgizië – Australië                      | 1 – 2                                     | Kwalificatie WK 2018                      | 0                                         |
| 13.                                       | 8 juni 2017                               | Australië – Saoedi-Arabië                 | 3 – 2                                     | Kwalificatie WK 2018                      | 0                                         |
| 14.                                       | 13 juni 2017                              | Australië – Brazilië                      | 0 – 4                                     | Vriendschappelijk                         | 0                                         |
| 15.                                       | 19 juni 2017                              | Australië – Duitsland                     | 2 – 3                                     | Confederations Cup                        | 0                                         |
| 16.                                       | 25 juni 2017                              | Chili – Australië                         | 1 – 1                                     | Confederations Cup                        | 0                                         |

## Erelijst
| Süper Lig | 1x | 2019/20 |

| Competitie                      | Winnaar   | Winnaar   | Runner-up | Runner-up | Derde     | Derde     |
| Competitie                      | Aantal    | Jaren     | Aantal    | Jaren     | Aantal    | Jaren     |
| Australië                       | Australië | Australië | Australië | Australië | Australië | Australië |
| ------------------------------- | --------- | --------- | --------- | --------- | --------- | --------- |
| Aziatisch kampioenschap voetbal | 1x        | 2015      |           |           |           |           |